# Church Missions House
Church Missions House (también conocida como 281 Park Avenue South) es un edificio histórico en Park Avenue South y East 22nd Street en el vecindario Gramercy Park de Manhattan en la ciudad de Nueva York (Estados Unidos) en un área que una vez se conoció como "Charity Row". El edificio fue diseñado por Robert W. Gibson y Edward J. Neville Stent, con una estructura de acero y una fachada de inspiración medieval. El diseño se inspiró en los ayuntamientos de Haarlem y Ámsterdam. Church Missions House se llama así porque sirvió como sede de la Sociedad Misionera Nacional y Extranjera de la Iglesia Episcopal durante gran parte del siglo XX.
La fachada está hecha de granito con revestimiento de roca en la planta baja y piedra caliza de Indiana en las otras plantas. La composición de la fachada se basa en la disposición de la superestructura, que se organiza como una cuadrícula de rectángulos. La entrada principal es a través de un porche en el centro de la fachada de Park Avenue. En el interior, el edificio contiene al menos 3120 m² de espacio. A diciembre de 2019, los seis pisos del edificio están ocupados por Fotografiska New York, una rama del museo de fotografía sueco Fotografiska.
La Sociedad Misionera Nacional y Extranjera buscó desarrollar una sede propia durante gran parte del siglo XIX. El edificio de la Church Missions House se construyó entre 1892 y 1894. El edificio fue vendido en 1963 a la Federación de Agencias de Bienestar Protestante (FPWA). La Comisión de Preservación de Monumentos Históricos de la Ciudad de Nueva York designó Church Missions House como un lugar emblemático en 1979 y se agregó al Registro Nacional de Lugares Históricos en 1982. La FPWA se mudó del edificio en 2015 y Fotografiska New York abrió allí en 2019.

## Sitio
Church Missions House se encuentra en 281 Park Avenue South en el barrio de Gramercy Park de Manhattan en Nueva York. El terreno rectangular está en la esquina sureste de 22nd Street y Park Avenue South, y cubre unos 520 m². Tiene un frente de 21 m en la calle 22 hacia el norte y de 24 m en Park Avenue hacia el oeste. Church Missions House está adyacente a Calvary Church al sur y está directamente enfrente del United Charities Building al norte y 300 Park Avenue South al noroeste. Otros edificios cercanos incluyen Gramercy Park Hotel al sureste, Russell Sage Foundation Building al este, 121 East 22nd al noreste, Madison Square Park Tower y 304 Park Avenue South al noroeste. Justo afuera del edificio hay una entrada a la estación Calle 23 del metro de Nueva York.
Muchos de los edificios circundantes son estructuras de loft comerciales similares en diseño a Church Missions House. Durante los siglos XIX y XX, Church Missions House era parte de "Charity Row", un área de tres cuadras alrededor de Park Avenue y 22nd Street con la sede de instituciones caritativas. La Sociedad de Nueva York para la Prevención de la Crueldad contra los Niños, la Sociedad Xavier para Ciegos, la Parálisis Cerebral Unida de la ciudad de Nueva York y la Fundación Russell Sage se encontraban entre los grupos con sede en Charity Row. Cuando se construyó Church Missions House, el United Charities Building, la Sociedad Estadounidense para la Prevención de la Crueldad contra los Animales (ASPCA) y el Banco de Ahorros se estaban desarrollando en sitios cercanos.

## Diseño
El edificio de seis pisos fue diseñado por Robert W. Gibson y Edward J. Neville Stent para la Sociedad Misionera Nacional y Extranjera de la Iglesia Episcopal. No está claro en qué medida participaron los dos en el proyecto, pero Gibson era conocido como arquitecto de iglesias episcopales en el estado de Nueva York durante la década de 1890, mientras que Stent se especializaba en diseños de interiores de iglesias por la misma época. El diseño se inspiró en los ayuntamientos de Haarlem y el Ámsterdam medieval.

### Fachada
La fachada es de granito con revestimiento de roca en la planta baja y piedra caliza de Indiana en las otras plantas. Los planos originales habían exigido granito en los dos primeros pisos y terracota en el resto. La composición de la fachada se basa en la disposición de la superestructura, que se organiza como una cuadrícula de rectángulos. En cada esquina del edificio hay una tourelle que se extiende a la altura del edificio. El resto de la fachada está subdividido por columnas verticales, que separan la fachada en tramos de vanos y enjutas horizontales, que separan ventanas en cada piso. La fachada de Park Avenue se divide en ocho tramos, mientras que la de la calle 22 se divide en siete tramos. Los tramos en los dos pisos más bajos están emparejados; la fachada de la calle 22 es asimétrica debido a la disposición que tienen allí los tramos. Según la AIA Guide to New York City, la fachada de inspiración medieval era "igual a los edificios del Renacimiento flamenco y holandés".

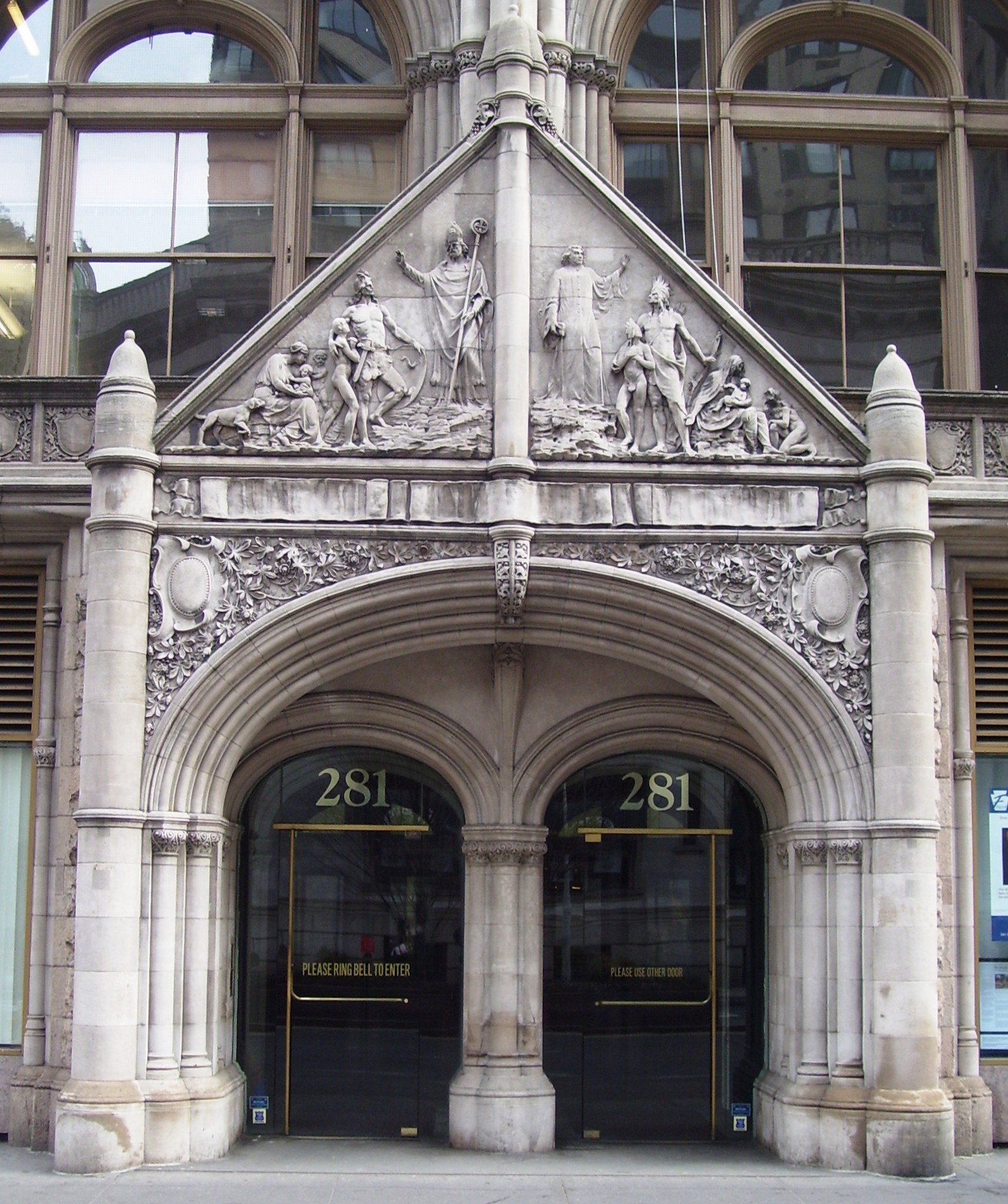
Entrada al edificio

La entrada principal consiste en un porche en el centro de la fachada de Park Avenue. Consta de un arco, encima del cual hay un frontón triangular con un tímpano en el interior de un bajorrelieve. Este se basa en una escena de Christus Consolator, en la que los enfermos son bendecidos por Cristo. En el tímpano, el lado izquierdo muestra a Agustín de Canterbury predicando a los británicos en el siglo VI, mientras que el derecho muestra a Samuel Seabury, el primer obispo estadounidense de la Iglesia Episcopal. Edward J. N. Stent talló el tímpano. Las enjutas en las esquinas superiores del arco están decoradas con iconos inspirados en motivos del siglo XVI. Originalmente, una pantalla con grandes puertas de hierro forjado estaba en la entrada de Park Avenue. El resto de la planta baja contiene escaparates, flanqueados por pilares de granito revestido de roca.
El segundo piso consta de una galería con arcos de doble ancho que en su mayoría corresponden a las ventanas del escaparate de abajo. En las esquinas superiores de las ventanas hay enjutas con tallas de hojas. Los pisos tercero y cuarto se componen de aberturas de ventanas rectangulares. El quinto piso tiene aberturas de arco de medio punto que representan parte de un triforio en una iglesia medieval. El sexto piso tiene un techo amansardado de tejas con buhardillas. La buhardilla central de Park Avenue tiene un frontón con una cruz de piedra; está flanqueado por un par de buhardillas más pequeñas. El frontón central tiene una estatua de San Pablo. Una cresta de cobre y claraboyas corren por encima del techo.
Las fuentes no están de acuerdo sobre la cantidad de espacio que contiene Church Missions House. Según el Departamento de Planificación Urbana de la ciudad de Nueva York, el edificio tiene una superficie bruta de 3120 m². The Wall Street Journal cita que el edificio tiene 3414 m² de espacio utilizable, mientras que otras fuentes describen que el edificio tiene 4200 m². Church Missions House tiene varias características que se utilizaron en los primeros rascacielos de la ciudad de Nueva York a finales del siglo XIX. El edificio tiene una superestructura de acero autoportante rellena de ladrillo, y contó con un ascensor y terracota ignífugo desde el principio. Es anterior al American Surety Building, el primer rascacielos en la ciudad de Nueva York con una superestructura hecha completamente de acero, por dos años. A December 2019, los seis pisos del edificio están ocupados por Fotografiska New York, un museo de fotografía sueco. La planta baja tiene una cafetería y una tienda de regalos.
Los escaparates que daban a las calles se alquilaron inicialmente a editores de medios religiosos. Originalmente, el segundo piso tenía un pasillo de mosaico florentino pulido, así como oficinas con pisos de parquet. El segundo piso también tenía salas para la junta, la biblioteca, el auxiliar de mujeres y la capilla. La capilla, conectada con la sala de juntas y la biblioteca, tenía un presbiterio, un altar, un retablo, un desván para el órgano, una túnica y una vidriera. El espacio tiene una superficie de 6,1 m techo Desde 2019, el segundo piso ha sido ocupado por Veronika, un restaurante de 150 asientos operado por Stephen Starr. El restaurante incorpora algunas de los vitrales históricos que se montaban anteriormente en la fachada. El espacio también contiene un mural de Dean Barger, candelabros de latón, puertas y pisos de madera y sillas de mohair.
Tal como se diseñó, los pisos superiores estaban destinados a oficinas y estudios. Los pasillos estaban revestidos de mármol y revestidos con mosaicos, mientras que los pasillos estaban hechos de piedra y hierro. Fotografiska New York opera galerías del tercer al quinto piso. El sexto piso tiene un espacio para eventos con un tragaluz y un techo abovedado. Cuando el edificio fue renovado para Fotografiska New York, se quitaron algunos techos de baja altura y se revelaron las vigas de acero originales. Se construyeron muros de 0,9 m detrás de las vidrieras de la fachada para que la luz natural no interfiriera con las exhibiciones.

## Historia
La Sociedad Misionera Nacional y Extranjera se fundó en Filadelfia en 1821. La Sociedad Misionera Nacional y Extranjera se mudó a la ciudad de Nueva York en 1835. El Comité Extranjero tomó espacio en 115 Franklin Street en el Lower Manhattan, mientras que el Comité Doméstico se ubicó cerca de las calles White y Center. La Iglesia Episcopal trató de combinar las oficinas de los dos comités ya en 1836. La Sociedad había alquilado espacio para oficinas en 281 Broadway cerca de Chambers Street en 1840, y los comités tenían varias sedes durante la siguiente década y media. Para 1853, había abierto oficinas en la Casa de la Biblia, donde permaneció durante cuatro décadas. En 1864, la Sociedad nombró a la Casa del Comité de Misiones de la Iglesia para que investigara los sitios para una nueva sede. El esfuerzo se estancó nuevamente durante la década de 1880.
William S. Langford fue elegido para el liderazgo de la Sociedad en 1885. Langford visitó la sede de la Sociedad para la Promoción del Conocimiento Cristiano en Londres tres años después. A su regreso a los Estados Unidos, escribió a la Junta de Directores de la Sociedad que se necesitaba una sede de misiones de la iglesia. En octubre de 1888, un obispo, dos presbíteros y seis laicos fueron designados a un comité para seleccionar el sitio y recaudar fondos mediante suscripciones. Los empresarios prominentes William Bayard Cutting, William G. Low y Cornelius Vanderbilt estaban todos en el comité. En mayo de 1889, el comité había identificado un sitio cerca de la Cuarta (ahora Park) Avenue y 22nd Street. El sitio fue seleccionado porque estaba en una avenida importante; estaba cerca de la calle 23, donde operaba una línea de tranvía que cruzaba la ciudad; estaba al lado de Calvary Church, una importante iglesia episcopal; y los parques Madison Square y Gramercy estaban cerca.

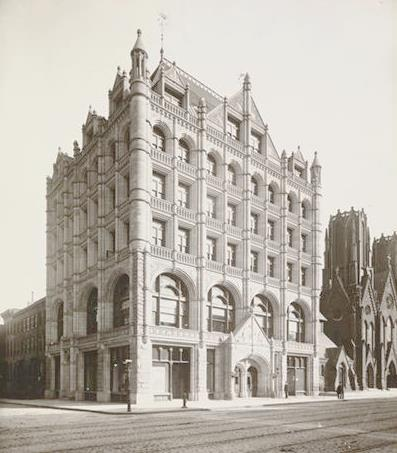
Casa de Misiones de la Iglesia, ca. 1905

En septiembre de 1889 se presentaron a la Junta de Misiones de la Sociedad cuatro planes alternativos para una Casa de Misiones de siete pisos. Se pidió al arquitecto de la iglesia Robert W. Gibson que revisara los planos. Al mes siguiente, la Junta de Misiones aprobó el proyecto. El plan ganador probablemente fue la entrada de Stent, publicada en la revista Spirit of Missions en diciembre de 1889. El diseño de Stent era más estrecho de lo que finalmente se construyó, pero el diseño general era casi el mismo. La Sociedad buscó recaudar 200 000 dólares para la construcción del edificio mediante suscripción. Más de la mitad de la cantidad total, 110 000 dólares, se recaudó en marzo de 1890 La suscripción se completó con dos donaciones de 50 000 dólares de la familia Edson en mayo.
La Junta decidió aprobar el proyecto en octubre de 1891. A principios del año siguiente, la Sociedad compró un lote adyacente de ASPCA, directamente en la esquina de Fourth Avenue y 22nd Street. Posteriormente, se revisaron los planos de Stent, lo que permitió la construcción de una estructura más grande en el sitio. La piedra angular del edificio se colocó el 3 de octubre de 1892, un año después de la aprobación del proyecto. La firma Robinson & Wallace no comenzó a construir el edificio hasta ese diciembre. A mediados de 1893, el costo de construcción había aumentado a $ 500,000. La Sociedad Misionera Nacional y Extranjera se trasladó sin ceremonias a su nueva sede el 1 de enero de 1894. La Sociedad no deseaba dedicar Church Missions House hasta que se saldaran todas las deudas. El edificio se dedicó oficialmente tres semanas después, el 25 de enero.

### Uso episcopal
El edificio originalmente tenía una librería de la Iglesia Episcopal en la planta baja. Se alquiló espacio para oficinas a la Sociedad Misionera de la Iglesia Estadounidense, el Fondo para la Construcción de la Iglesia Estadounidense, la Sociedad para la Promoción del Cristianismo entre los Judíos, la Sociedad de Templanza de la Iglesia, el Club Periódico de la Iglesia y la Hermandad de San Andrés. La Casa de Misiones de la Iglesia comenzó a albergar la Cámara de Obispos anual una vez finalizada. Church Missions House también acogió reuniones del clero episcopal de la ciudad, así como elecciones de obispos. En 1898, se dedicó un altar conmemorativo en la capilla de Church Missions House en memoria de WS Langford, quien había sido durante mucho tiempo secretario de la Junta de Misiones. Cuatro años más tarde, Dean Hoffman donó 50 000 dólares a la Junta de Misiones para inversiones inmobiliarias. Según los informes, el dinero podría haber pagado tres o cuatro pisos adicionales, pero estos no se construyeron.
La Sociedad Misionera Nacional y Extranjera celebró su centenario en Church Missions House en 1921. El Consejo Nacional de la Iglesia Episcopal tenía su sede en el edificio en 1925. Ese año, se le encomendó la tarea de estudiar la viabilidad de trasladar las oficinas episcopales de Church Missions House a Washington D. C., la capital de los Estados Unidos. Fue por esta época que la Iglesia Episcopal a nivel nacional enfrentó un déficit. En 1926, el consejo autorizó al departamento de finanzas de la iglesia a vender Church Missions House. El edificio estaba valorado en 400.000 dólares, aunque no se vendió en ese momento. La iglesia continuó experimentando dificultades financieras durante la década de 1930. El Consejo Nacional invitó por primera vez a mujeres a sus reuniones en Church Missions House en 1935 después de que se rescindiera la prohibición de las mujeres miembros del consejo. Los episcopales de los Estados Unidos apodaron Church Missions House "281", por su número de dirección, cada vez que hablaban de la sede episcopal en el edificio.

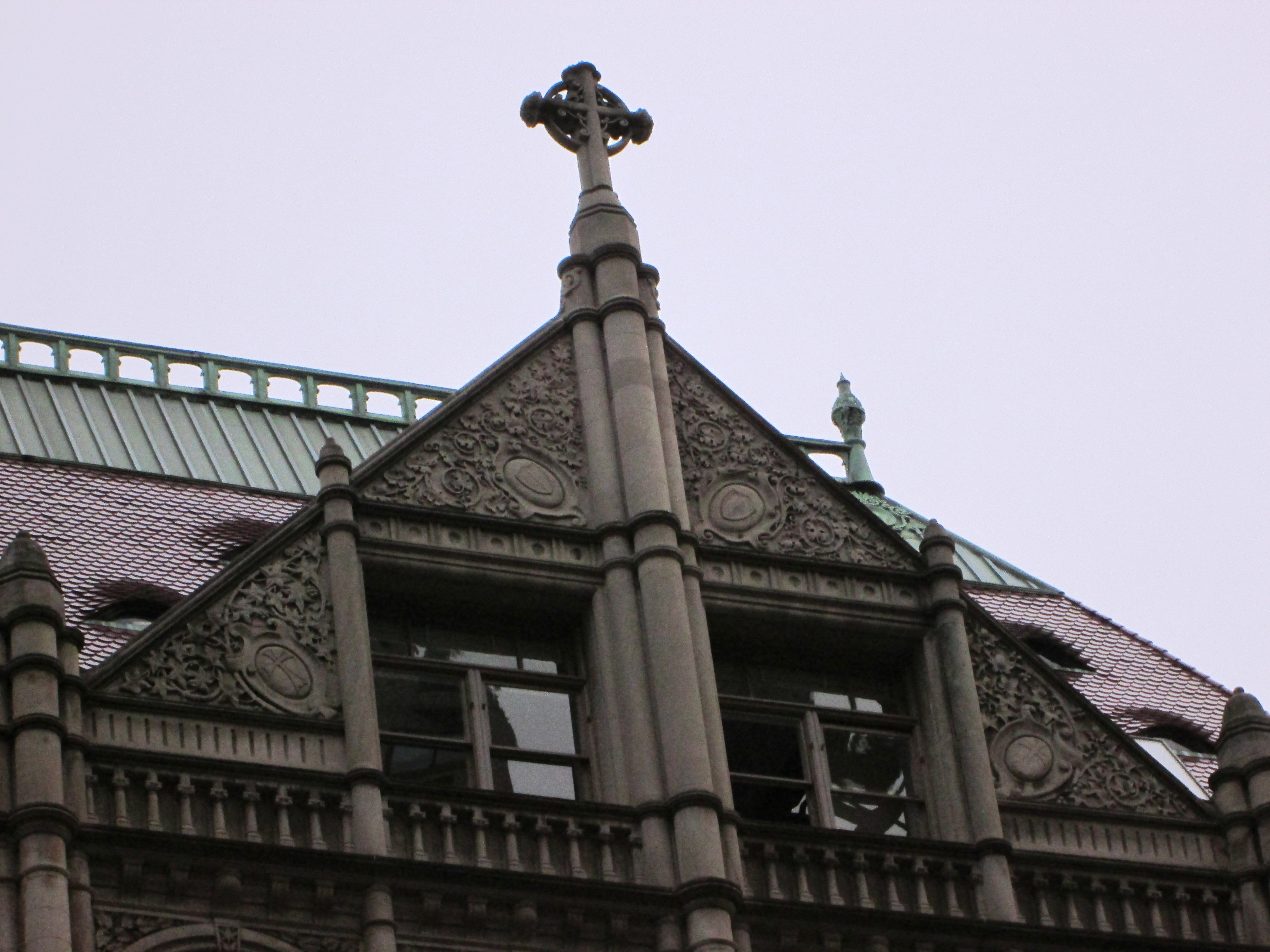
Gablete en la parte superior de Church Missions House

La reubicación de las oficinas en D. C. se propuso nuevamente en octubre de 1940. James E. Freeman, obispo de D. C., dijo en ese momento que había estado abogando por tal cambio desde 1925. La Iglesia Episcopal permaneció en Church Missions House. En 1947, compró la finca Herbert L. Satterlee en Greenwich, Connecticut, para un centro de alojamiento y la residencia del obispo presidente, aunque las oficinas episcopales continuaron estando en Church Missions House. Los obispos presidentes de la Iglesia Episcopal (incluido Arthur C. Lichtenberger de 1958) tenían sus oficinas en Church Missions House y vivían en la residencia del obispo en Greenwich. Finalmente, en 1960, la Iglesia Episcopal compró una propiedad en la Segunda Avenida y la Calle 43. La iglesia planeó un nuevo edificio de oficinas en ese sitio para combinar sus oficinas en Church Missions House, la finca de Greenwich y una tercera estructura en 317 East 23rd Street. Para entonces, la iglesia había superado durante mucho tiempo a Church Missions House y había rechazado varios sitios de oficinas alternativos, incluido el entonces nuevo Centro Interchurch en Morningside Heights.

### Uso de FPWA
En febrero de 1963, la Iglesia Episcopal se trasladó a sus nuevas oficinas en 815 Second Avenue. El mismo año, la Federación de Agencias de Bienestar Protestante (FPWA) compró el edificio por 350 000 dólares y gastó otros 560 000 dólares para renovarlo. George C. Textor, presidente de Marine Midland Trust Company, realizó una campaña de recaudación de fondos para cubrir el costo de compra y renovación. Como parte del proyecto, se limpió el exterior, se restauraron los detalles interiores originales y se actualizó el edificio con ascensores y sistemas mecánicos modernos. Church Missions House reabrió sus puertas en diciembre de 1963 como la primera sede permanente de la FPWA; la organización había ocupado previamente un espacio alquilado. En ese momento, la Municipal Art Society y New York Community Trust ya habían designado el edificio como un hito.
La Comisión de Preservación de Monumentos Históricos de la Ciudad de Nueva York designó a Church Missions House como un lugar emblemático de la ciudad el 11 de septiembre de 1979. El edificio fue agregado al Registro Nacional de Lugares Históricos el 3 de junio de 1982. Church Missions House se encuentra inmediatamente fuera del distrito histórico de Gramercy Park, aunque un grupo de vecinos ha propuesto agregar el edificio al distrito. Si bien el distrito se amplió en 1988, el edificio no formaba parte de la ampliación.
Church Missions House fue restaurada a principios de la década de 1990 por la firma Kapell & Kastow. La FPWA recibió una subvención de 300 000 dólares para restaurar el techo en junio de 1991. El techo, las vidrieras y las puertas y revestimientos de madera se renovaron como parte del proyecto. Además, se restauraron los suelos de mosaicos y las decoraciones de yeso. Los arquitectos crearon un espacio de alquiler para otras organizaciones sin fines de lucro en dos pisos y el Centro de conferencias Laura Parsons Pratt en la planta baja. J.P. Morgan & Co. proporcionó una carta de crédito a la FPWA por la restauración. La Conservación de Monumentos de Nueva York otorgó su Premio de Preservación Lucy G. Moses en 1994 a Kapell & Kostow por la renovación de la Casa de Misiones de la Iglesia.

### 2010 hasta el presente
Para 2014, Church Missions House estaba a la venta; en ese momento, era el único edificio que quedaba en Charity Row que todavía era utilizado por una organización sin fines de lucro. El edificio se vendió ese julio por aproximadamente 50 millones de dólares. La revista Real Deal informó inicialmente que la familia Garzoni de Italia era el comprador, pero posteriormente informó que Aby Rosen de RFR Realty era el verdadero comprador. Rosen estaba adquiriendo varias otras estructuras en Manhattan en ese momento, diciendo que su firma estaba buscando "propiedades que sean únicas, con una hermosa arquitectura". Con la venta, la FPWA decidió mudarse al Distrito Financiero del Bajo Manhattan. La empresa conjunta de RFR Holding y HQ Capital Real Estate LP finalizó su compra en enero de 2015. El edificio se convertiría en condominios, con tiendas en la planta baja y un vestíbulo de oficinas en la calle 22. La LPC aprobó los planes en marzo de 2015.
Las alturas variables del techo del edificio y las placas de piso relativamente pequeñas también hicieron que el edificio fuera difícil de manejar para el uso de oficinas. En agosto de 2015, RFR estaba buscando arrendar el edificio a un solo inquilino en lugar de convertirlo para uso de oficina. El mismo año, Jan Broman, cofundador del museo de fotografía sueco Fotografiska, decidió arrendar el edificio después de que su esposa lo señalara durante un viaje en taxi. Broman estaba buscando expandir el museo a la ciudad de Nueva York, y se comunicó con el agente de arrendamiento del edificio el día después de su viaje en taxi. Otro aspirante al edificio durante este tiempo fue Anna Sorokin, que estaba buscando arrendar Church Missions House para la Fundación Anna Delvey, un club de miembros privados y una fundación de arte que esperaba crear. Posteriormente, Sorokin fue acusada de fraude en 2018, habiendo fingido ser una heredera adinerada. Varias estatuas de hombres desnudos se exhibieron en los escaparates del edificio en 2016.
En 2017, Fotografiska arrendó todo el edificio a RFR. La transacción incluyó una capilla adyacente, que estaría conectada a un restaurante en el edificio. CetraRuddy fue contratado para rediseñar el interior del museo, mientras que Roman y Williams fueron contratados para diseñar un espacio de restaurante en el segundo piso con un bar. Además, Higgins Quasebarth & Partners restauró las características de diseño histórico del edificio y la empresa de tecnología Linq diseñó el equipo para el museo. Fotografiska New York abrió sus puertas en diciembre de 2019. El mismo mes, RFR compró la participación de su socio en el edificio por 56 millones de dólares.